# オルツ
株式会社オルツは、東京都港区に本社を置く企業である。

## 事業
元メディアドゥ取締役で未来少年代表取締役を務めた米倉千貴によって、2014年11月に東京都江東区で設立。米倉自身ベンチャー経営に携わる中で企業の規模拡大において社長の業務時間の不足がネックになると考え、労力対効果の向上に於いて人工知能（AI）による自動社長ボットに業務代行を構想。パーソナル人工知能の開発を目的として、オルツを創業した。2019年には東京都港区に本社を移転、2024年10月11日には東京証券取引所グロース市場に株式を上場した。
オルツ社のデジタルクローンは、最低13項目のプロフィールを読み込ませることで本人の性格をとらえさせることができる。さらに項目数を増やしたり、電子メールやチャットの内容を共有することにより、本人に代わって講演会に出演したり、投資会社への資金調達のための事業説明を行わせることができるようになる。
2020年には、音声認識を応用した議事録作成ソフト「AI GIJIROKU」を公開した。

## 不祥事
2025年4月27日に証券取引等監視委員会がオルツ社に対し有価証券報告書の虚偽記載の疑いで強制調査、「AI GIJIROKU」の売上の多くが循環取引による架空のものだとして第三者調査委員会が設置された。同年7月28日に調査委員会の報告書が公開され、2021年以降総計119億円が過大に売上計上されていたばかりか、上場にあたっては日本取引所自主規制法人の上場審査などに対し事実と異なる取引実態を説明したことが判明した。これに伴い米倉社長は引責辞任、後任として最高財務責任者の日置友輔が社長に就任した。
東京証券取引所は2025年7月25日、上場会社が有価証券報告書等に虚偽記載を行った場合に該当すると認められる相当の事由があり、直ちに上場を廃止しなければ市場の秩序を維持することが困難であると当取引所が認める場合に該当するおそれがあると認められることや、新規上場申請に係る宣誓書において宣誓した事項について重大な違反を行った場合に該当するおそれがあると当取引所が認める場合に該当したため、オルツを監理銘柄（審査中）に指定したが、東京証券取引所は7月30日、新規上場申請に係る宣誓書において宣誓した事項について重大な違反を行った場合に該当したため、オルツを8月31日付で上場廃止にすることを決定した。これにより上場から10か月余りでの上場廃止になる。
また、今回の件が明らかになったのを受け、財務状態の悪化が深刻となるおそれがあり、自力での再建が困難な状態に陥っているとして、オルツは同日の取締役会で民事再生法の適用申請を決定、東京地方裁判所に申請し受理されたと発表し、事実上倒産した。負債額は6月30日時点で約24億円としている。東京地裁からは即日保全処分及び監督命令を受けており、今後事業を継続しながらスポンサー支援による再生を目指すことにしている。上場企業の倒産は2024年11月に民事再生法の申請を申請した日本電解（当時東証グロース上場）以来となる。